# Santa Elena (Medellín)
Santa Elena es uno de los cinco corregimientos de Medellín. Se localiza al oriente de la ciudad y se sitúa a 19 kilómetros del centro. Limita al norte con los municipios de Copacabana y Bello, por el oriente con los de Rionegro y Guarne, por el occidente con el perímetro urbano de Medellín y por el sur con Envigado.

## Historia
El desarrollo de esta región se remonta al asentamiento de núcleos indígenas pertenecientes a la tribu tahamí quienes eran explotadores y comerciantes de la sal en la región que conocemos como Oriente Antioqueño. La cuenca de Piedra Blanca, localizada en ese sector, se desarrolla en la época de la conquista con el descubrimiento del Valle de Aburrá. A finales del siglo XVIII y comienzos del siglo XIX, el desarrollo de la cuenca se incrementó por el auge de la minería de oro, actividad que destruyó la totalidad de la vegetación natural por el proceso de remoción del suelo y subsuelo.

## Geografía

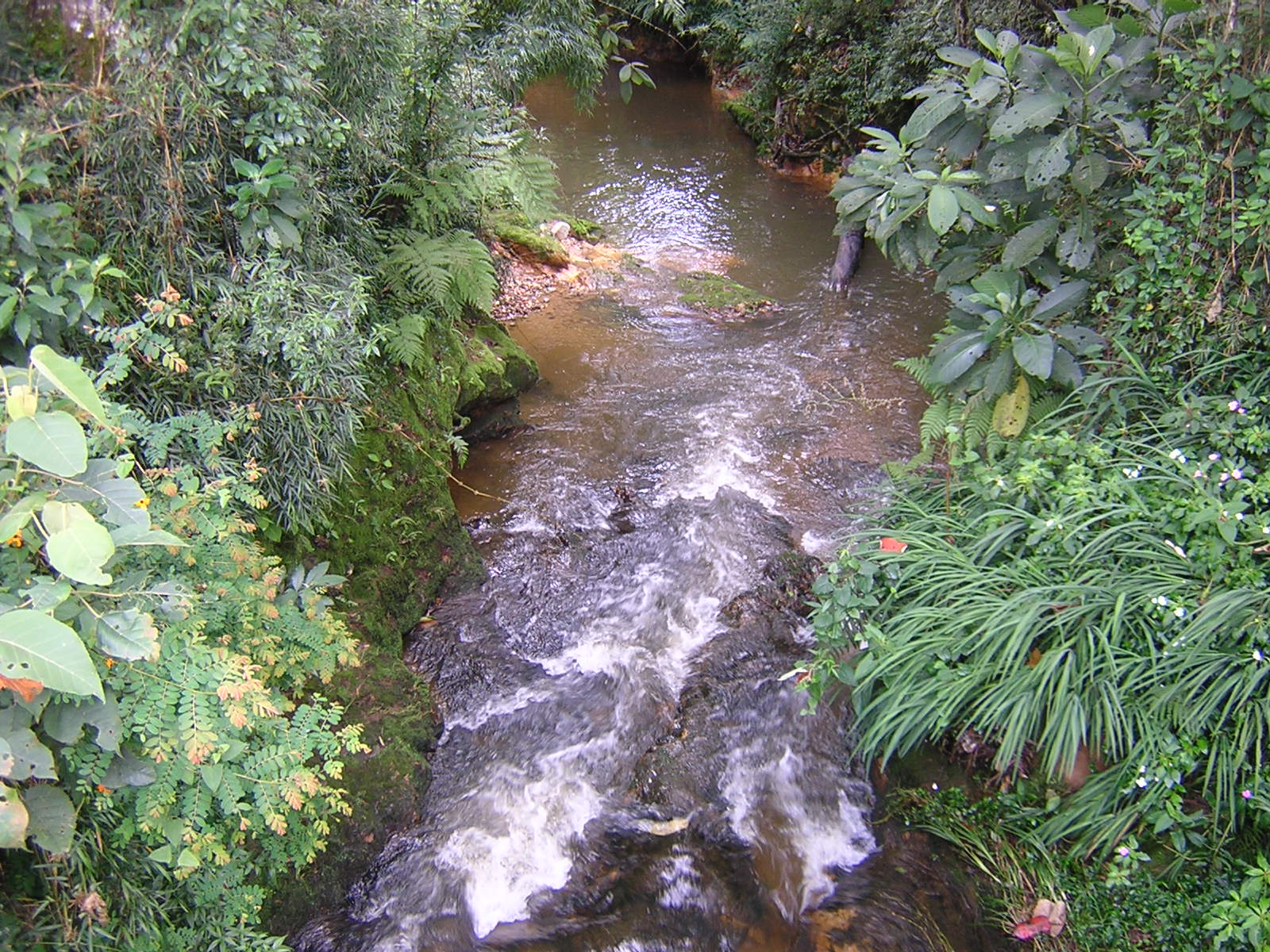
Quebrada Santa Elena

Hace parte del altiplano oriental de Antioquia y ladera oriental de Medellín. Presenta una topografía de suave a moderadamente pendiente, conformada por colinas bajas y redondeadas, bien drenadas; Es un clima tropical húmedo con influencia de montaña, con una temperatura promedio de 14.5 °C y una humedad relativa de 89%. La principal cuenca hidrográfica del corregimiento es la Quebrada Santa Elena que cruza el territorio en dirección sur-noroccidente y cuenta con numerosos afluentes que le llegan del sector.

## División Territorial

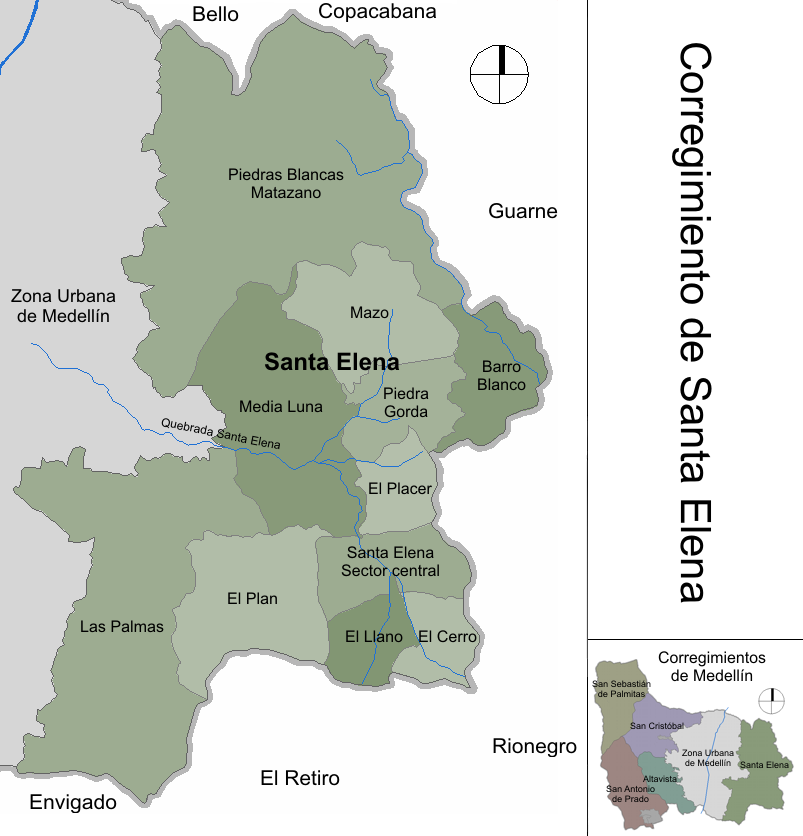

El Corregimiento se compone de 3 centros poblados y 14 Veredas.
| Santa Elena | Centros poblados                    | Veredas |
| ----------- | ----------------------------------- | --- |
| Santa Elena | - Barro Blanco - Maso - Santa Elena | Piedras Blancas – Matasano, Mazo, Media Luna, El Plan , Las Palmas, Piedra Gorda, El Placer, El Cerro, El Llano. |

## Demografía
De acuerdo con las cifras presentadas por el Anuario Estadístico de Medellín de 2005, Santa Elena cuenta con una población cercana a los 10,898 habitantes, de los cuales 5,298 son hombres y 5,600 son mujeres. Es el corregimiento más grande de Medellín y cuenta con una densidad de 154 hab./km². Para el 2010 la población supera los 12,000 habitantes.
Según las cifras presentadas por la Encuesta Calidad de Vida 2005 el estrato socioeconómico con mayor porcentaje en Santa Elena es el 2 (bajo), el cual comprende el 51.2 % de las viviendas; seguido por el estrato 3 (medio-bajo), que corresponde al 25.7 %; le sigue el estrato 1 (bajo-bajo) con el 21.4 %; y los restantes 0.9 % y 0.6 % corresponden a los estratos 4 (medio) y 5 (medio-alto) respectivamente.

## Economía
La económica está determinada por una actividad agropecuaria de menor escala en el cultivo de papa, flores, moras, fresas, ganadería de leche y actividades extractivas de productos del bosque. También se encuentra una destacable presencia zonas recreativas y turísticas, iniciando una vocación al turismo.

## Transporte
Cuenta con  troncales que lo comunican con Medellín y el Oriente Antioqueño, lo que le otorga una fluida articulación vial con los principales centros económicos del departamento.
La vía tradicional de comunicación con el corregimiento es Medellín- Santa Elena-Aeropuerto José María Córdova Rionegro, puesta en servicio desde 1928; la red vial interveredal posee buenas especificaciones técnicas, facilita la comunicación de las veredas con las vías principales y entre las mismas.

## Sitios de interés
- Parque Regional Arví: es un territorio de 1.241 hectáreas, que se extiende entre los municipios de Medellín, Bello, Copacabana, Guarne y Envigado. El parque posee una importante riqueza de avifauna, con 119 especies reportadas. Otro activo importante son 163 especies distintas de insectos. Por sus senderos, lagos, bosques y quebradas se pueden practicar diversos deportes de aventura como trekking, kayak, ciclomontañismo y camping. Su posición tutelar sobre Medellín, los miradores constituyen otro de los grandes atractivos de la zona.
- Parque Ecológico Piedras Blancas: Está ubicado a 25 km de Medellín. El parque tiene 2400 hectáreas, de las cuales 18 conforman el Parque Ecológico. Ofrece al público que lo visita una hermosa represa, senderos ecológicos y gran variedad de fauna y flora para el deleite de todos. Se puede practicar caminatas, cabalgatas, recorridos en bicicletas, pícnic, camping, navegación a remo y en bicicleta acuática, natación, pesca, etc. Presenta una buena infraestructura turística y recreativa.
- Circuito de la laguna: es un circuito de caminos prehispánicos y coloniales que comunicaban a Medellín con el oriente cercano y los puertos del Magdalena y del Cauca, por ellos también circulaban los antiguos silleteros con sus productos para comercializarlos.

En este recorrido se goza de la Laguna de Guarne, un delicioso canelazo en leña y una imponente vista hacia la ciudad, además se disfruta de la gran diversidad de bosques y todas las historias, mitos y leyendas que encierra Santa Elena.

## Festividades
- Feria de las Flores: La feria se realiza anualmente durante la primera semana de agosto, allí se desarrollan diferentes actividades:

- Festival del “Trueke”: Este festival se realiza en el parque central del corregimiento, es un espacio apropiado para intercambiar objetos y experiencias, como moneda local del trueque se utiliza el floricambio. Se realiza el tercer domingo de cada mes.

- Conciertos de Luna: Evento musical de periodicidad mensual que se realiza en el interior de los bosques de Santa Elena. Es la ocasión perfecta para alojarse en una de las diversas alternativas de alojamiento que ofrece la región.

- Noche de luces y colores: Mitos y leyendas. En la vereda El Llano se ha vuelto costumbre el 7 de diciembre recordar historias en una fiesta de danza, teatro callejero y música.

- Festival de la Silleta, Santa Elena Hecha Tradición: En el parque central del corregimiento, se lleva a cabo este festival, el segundo sábado de cada mes. Desde 2011 se viene consolidando como un espacio para mostrar la cultura silletera, donde se reúnen visitantes y silleteros a elaborar una silleta, disfrutar de la música campesina y las danzas tradicionales desde las 3:00 p. m. hasta 9:00 p. m. (www.silleteros.com)

- De Venta al Parque: Feria artesanal, gastronómica y agrícola que se lleva a cabo todos los domingos de cada mes, en el parque central de Santa Elena.

- Mercado Arví: Se realiza todos los fines de semana en la plazoleta de la Estación del Metrocable Arví. Allí encuentran campesinos que venden sus productos, que son cultivados orgánicamente, transformadores de alimentos y artesanos de la región.